# とまん
とまん（1993年9月14日 - ）は、日本の俳優、モデル、タレント、アーティスト。宮城県出身。プラチナムプロダクション所属。
音楽グループ・XOX（キスハグキス）の元リーダー。芸名のとまんは本名であり、苗字は佐々木。

## 略歴
幼少の頃より目立つことが好きで、芸能界入りに憧れていた。両親の影響でファッションに興味を持つ。高校時代に仙台のモデル事務所からスカウトされモデル活動が始まる。高校の同級生には俳優の黒羽麻璃央がいて、互いに取材等で「いつメン(いつものメンバー)だった。」と仲の良さを公言している。高校卒業後は事務所を抜け、周囲と同じ様な進学や就職を希望せずシドニーに二年に渡り約10ヶ月の語学留学を経験する。帰国後に読者モデルのイベントを見に行った際に現在の事務所関係者に声をかけられたの機に、また芸能の活動がしたいと考え仙台で「WEGO」スタッフとして働いた後、2014年3月に上京して読者モデルとしての活動を始める。
ファッション雑誌やファッションイベント、バラエティ番組出演などで活動し、その中性的なファッションやキャラクターから「ジェンダーレス男子」として注目される。自身と同じ読者モデルで結成された音楽グループ・XOX（キスハグキス）でリーダーを務め、2015年12月にソニー・ミュージックアソシエイテッドレコーズよりシングル「XXX」でメジャーデビュー。ソニー・ミュージック主宰の男性演劇ユニット・劇団番町ボーイズ☆のメンバーでもあったが、2016年12月に卒業。
2018年1月15日 XOXを卒業した。
2018年2月よりプラチナムプロダクションに移籍し、俳優、モデルなどマルチに活躍している。

## 出演

### テレビドラマ
- 原宿ドラゴン（2015年4月 - 12月、TOKYO MX）[12]
- 放送90年 大河ファンタジー『精霊の守り人』最終章（2017年11月 - 、NHK総合） - コチャ 役[13]
- 明治東亰恋伽（2019年） - 泉鏡花 役
- YKK AP presents 僕と猫のダイアリー★BSテレ東7（にゃにゃ）chデー（2019年） - とまんと愛猫クリアの共演
- GARO -VERSUS ROAD-（2020年4月 - 、TOKYO  MX・BS日テレ・ファミリー劇場） - 香月貴音 役
- 俺の美女化が止まらない!?（2023年4月 - テレビ東京） - うにぴょ 役[14]
- 明日、私は誰かのカノジョ Season2（2023年5月 - MBSテレビ/TBS系） - みの 役
- 対ありでした。 〜お嬢さまは格闘ゲームなんてしない〜（2023年5月 - Lemino） - 星織 役
- 離婚弁護士 スパイダー Season2 〜偽りと裏切り編〜 第2話・第3話（2025年2月15日・22日〈予定〉、日本テレビ） - ハル / 須藤晴臣 役[15]

### バラエティ
- Rの法則（2015年、Eテレ）
- 解決!ナイナイアンサー（2015年、日本テレビ）
- AbemaTVナビ（2016年4月 - 9月、ABEMA） - 水曜レギュラーMC
- ロンドンハーツ （2016年10月、2017年1月、テレビ朝日）
- ジューダイ（2017年1月、Eテレ）
- ポケモンの家集まる？（2017年6月3月・4月・5月、テレビ東京）
- おやすみのたね。♯15（2024年9月、日本テレビ）

### 映画
- CAGE（2017年） - ツバサ 役[16]
- 明治東亰恋伽（2019年） - 泉鏡花 役
- 十二人の死にたい子どもたち（2019年） - 13番（0番） 役
- バイバイ、ヴァンプ!（2020年） - 館野吾郎 役

### 舞台
- MY DOOR 〜熱〜（2015年）
- HOME 〜魔女とブリキの勇者たち〜（2015年） - 松野隆太 役[17]
- B-PROJECT on STAGE『OVER the WAVE!』（2017年） - 是国竜持 役
- B-PROJECT on STAGE『OVER the WAVE!』REMiX（2018年） - 是国竜持 役
- K -RETURN OF KINGS-（2019年） - 五條スクナ 役
- DYNAMIC CHORD the STAGE（2019年） - Bishop 役[18]
- 真夜中のオカルト公務員（2020年） - 姫塚セオ 役
- ミュージカル「クリスマスキャロル」（2020年） - 天使ウリエル 役
- シャットアウト、トイレット（2021年）
- 『家庭教師ヒットマンREBORN!』the STAGE -episode of FUTURE-（2021年） - ジンジャー・ブレッド、デイジー 役
- 『誰ガ為のアルケミスト』－Last Blue 漆黒から、君ニ－（2022年）- アハト 役
- アマネ†ギムナジウム オンステージ（2022年）- ヨハン・ベルク 役
- 滄海天記  陽炎篇（2023年）- 森蘭丸 役
- アナタを幸せにする世界の伝説シリーズ・4 アナ伝4『The Dawn of Ragnarok ～異聞・北欧神話～』（2023年）- フレイヤ 役
- ミックスアンドマッチ（2025年）劇団7枠13番 第2回公演

### ミュージックビデオ
- 加藤ミリヤ「FUTURE LOVER -未来恋人-」（2016年）[19]
- HKT48「最高かよ」スピンオフMV（2016年）

### その他コンテンツ
- 音楽コンテンツ『BAD TOWN REVERSAL』（2022年、黄蜂智也[20]）

## 著書

### スタイルブック
- 1st写真集「TOMAN」発売（2019年1月25日、トランスワールドジャパン株式会社）

## プロデュース

### コスメ
- I'MI「アイムアイ」とまんプロデュースのスキンブースター発売（2021年10月13日、トリクル合同会社）

- I'MI「アイムアイ」とまんプロデュースのヘアオイル発売（2023年6月29日、トリクル合同会社）

### ブランド
- TOMAN COLLECTION 23（2023年4月9日、 6アイテムZOZOTOWNにて販売）
- CHROMA CHARMÉ(ｸﾛｰﾏ ｼｬﾙﾒ)24 Autumn / Winter（2023年11月25日、 4アイテムZOZOTOWNにて販売）